# Даниъл Дж. Бурстин
Даниъл Дж. Бурстин (на английски: Daniel J. Boorstin) е американски историк, преподавател и писател, автор на произведения в жанровете исторически роман и документалистика.

## Биография и творчество
Даниъл Джозеф Бурстин е роден на 1 октомври 1914 г. в Атланта, Джорджия, САЩ, в еврейско семейство на руски емигрант. Баща му е адвокат, участвал в защитата на Лео Франк. След линча на Франк и разгарянето на антисемитски настроения в Джорджия, семейството се премества в Тълса, Оклахома. Там завършва гимназия на 15 години.
Учи английска литература и история в Харвардския университет, като завършва с бакалавърска степен и с отличие през 1934 г. За кратко, през 1930 г., е член на Комунстическата партия, но по-късно минава на консервативни позиции без да взема повече участие в политиката. За академични постижения получава стипендия „Родс“ и учи в колежа „Балиол“ в Оксфорд, получава диплома по право през 1937 г. През 1937 г. става за кратко адвокат в съдружие в Лондон. Връща се като стипендиант в САЩ и получава докторска степен по право от Йейлския университет. Приет е в колегията на Масачузетс.
От 1938 – 1942 г. той е инструктор във факултета на Харвардския университет, където той преподава английска и американска история и литература, а също и правна история в Юридическия факултет на Харвард.
През 1941 г. се жени за Рут Франкел, с която имат три сина – Пол, Джон и Дейвид. Тя става негов литературен редактор и той е цитиран да казва: „Аз мисля, че без нея моите книги биха били два пъти по-дълги и наполовина разбираеми“.
През 1944 г. става преподавател по американска история и институции в Чикагския университет, където остава в продължение на 25 години. През 1969 г. се премества във Вашингтон и работи като директор на Националния музей на американската история и старши историк на Смитсъновия институт във Вашингтон, окръг Колумбия.
През 1975 г. е назначен за дванадесети библиотекар на Библиотеката на Конгреса на Съединените щати и служи до 1987 г. Има ключова роля в създаването на Центъра на Книгата към библиотеката за подобряване на грамотността и библиотечното дело, развитието на библиотеката и началото на мултимедийните енциклопедии.
Заедно с работата си пише книги по право и история. Първата му книга „The Mysterious Science of the Law“ е издадена през 1941 г.
Едни от най-известните му произведения са трилогиите „Американците“ и „Откриватели, творци, търсачи“. Книгата „Американците: Демократичният опит“ от първата трилогия е удостоена с наградата „Пулицър“ за история.
През 1993 г. книгата „Търсачите“ от втората трилогия е екранизирана в документалния филм „The Discoverers“ с участието на Робърт Ийтър, Луис Херман и Елън Стофан.
Носител е на 20 почетни степени „доктор хонорис кауза“.
Даниъл Дж. Бурстин умира от пневмония на 28 февруари 2004 г. във Вашингтон, САЩ.

## Произведения

### Самостоятелни книги
- The Mysterious Science of the Law: An Essay on Blackstone's Commentaries (1941)
- The Lost World of Thomas Jefferson (1948)
- The Genius of American Politics (University of Chicago Press, 1953) ISBN 0-226-06491-3
- America and the Image of Europe: Reflections on American Thought (1960)
- A Lady's Life In The Rocky Mountains: Introduction (1960)
- The Image: A Guide to Pseudo-events in America (1962)
- The Landmark History of the American People: From Plymouth to Appomattox (1968)
- The Decline of Radicalism: Reflections of America Today (1969)
- The Landmark History of the American People: From Appomattox to the Moon (1970)
- The Sociology of the Absurd: Or, the Application of Professor X (1970)
- Democracy and Its Discontents: Reflections on Everyday America (1974)
- The Exploring Spirit: America and the World, Then and Now (1976)
- The Republic of Technology (1978)
- A History of the United States with Brooks M. Kelley and Ruth Frankel (1981)
- Hidden History (1987)
- Cleopatra's Nose: Essays on the Unexpected (1994)

### Серия „Американците“ (The Americans)
1. The Americans: The Colonial Experience (1958)
2. The Americans: The National Experience (1965)
3. The Americans: The Democratic Experience (1973) – награда „Пулицър“

### Серия „Откриватели, творци, търсачи“ (The Discoverers, Creators and Seekers)
1. The Discoverers: A History of Man's Search to Know His World and Himself (1983)
Откривателите: История на вечния стремеж на човека да опознае света и самия себе си!, изд.: ИК „Бард“, София (2004), прев. Крум Бъчваров
2. The Creators: A History of Heroes of the Imagination (1992)
Творците, изд.: ИК „Бард“, София (2007), прев. Крум Бъчваров
3. The Seekers: The Story of Man's Continuing Quest to Understand His World (1998)
Търсачите, изд.: ИК „Бард“, София (2006), прев. Венцислав Божилов

### Екранизации
- 1993 The Discoverers